# Конде-ан-Бри
Конде-ан-Бри (фр. Condé-en-Brie) — коммуна на севере Франции, регион О-де-Франс, департамент Эна, округ Шато-Тьерри, кантон Эссом-сюр-Марн.
Население (2018) — 697 человек.

## Достопримечательности
- Шато де Конде, «родовое гнездо» знаменитой династии французских принцев
- Церковь Святого Реми XIII века, памятник истории
- Зал XV—XVI веков, построенный по приказу Марии Люксембургской

## Население
| 1962 | 1968 | 1975 | 1982 | 1990 | 1999 | 2018 |
| ---- | ---- | ---- | ---- | ---- | ---- | ---- |
| 623  | 592  | 653  | 609  | 591  | 626  | 697  |

## Экономика
Уровень безработицы (2017) — 12,2 % (Франция в целом — 13,4 %, департамент Эна — 17,8 %). 

Среднегодовой доход на 1 человека, евро (2018) — 19 670 (Франция в целом — 21 730, департамент Эна — 19 690).
В 2010 году среди 404 человек трудоспособного возраста (15—64 лет) 305 были экономически активными, 99 — неактивными (показатель активности — 75,5 %, в 1999 году было 65,3 %). Из 305 активных жителей работали 263 человека (143 мужчины и 120 женщин), безработных было 42 (21 мужчина и 21 женщина). Среди 99 неактивных 21 человек были учениками или студентами, 40 — пенсионерами, 38 были неактивными по другим причинам.

## Галерея

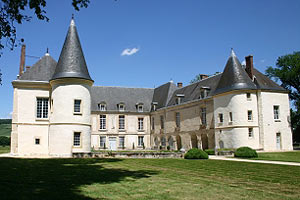
Шато де Конде
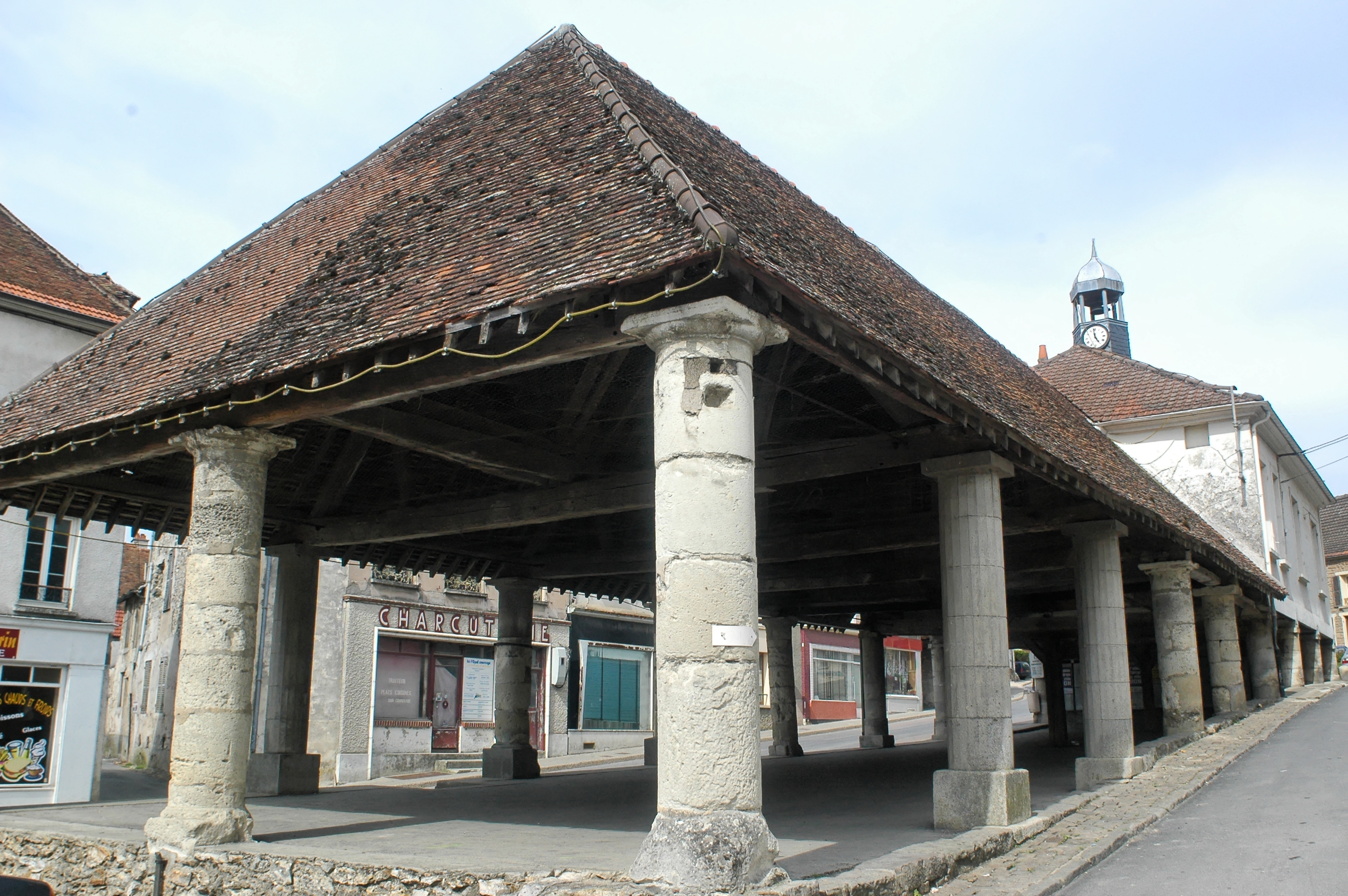
Зал XV века
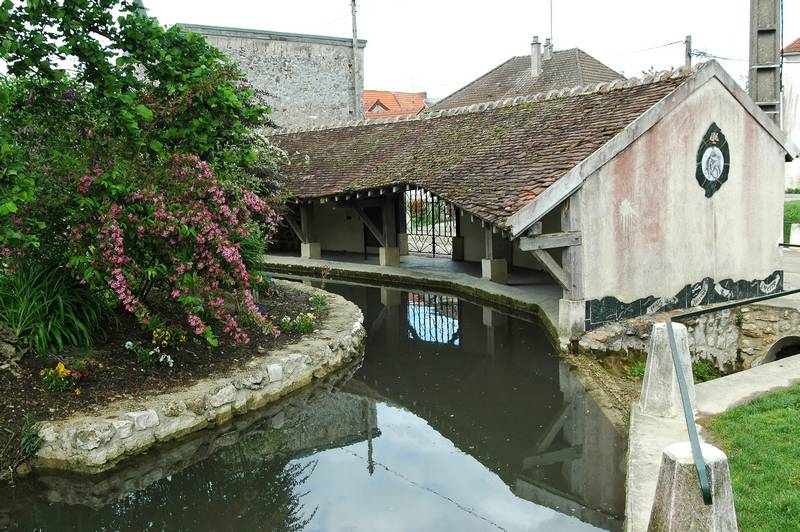
Старинная прачечная